# Saint-Ciers-du-Taillon
Saint-Ciers-du-Taillon è un comune francese di 526 abitanti situato nel dipartimento della Charente Marittima nella regione della Nuova Aquitania.

## Società

### Evoluzione demografica
Abitanti censiti

## Galleria d'immagini

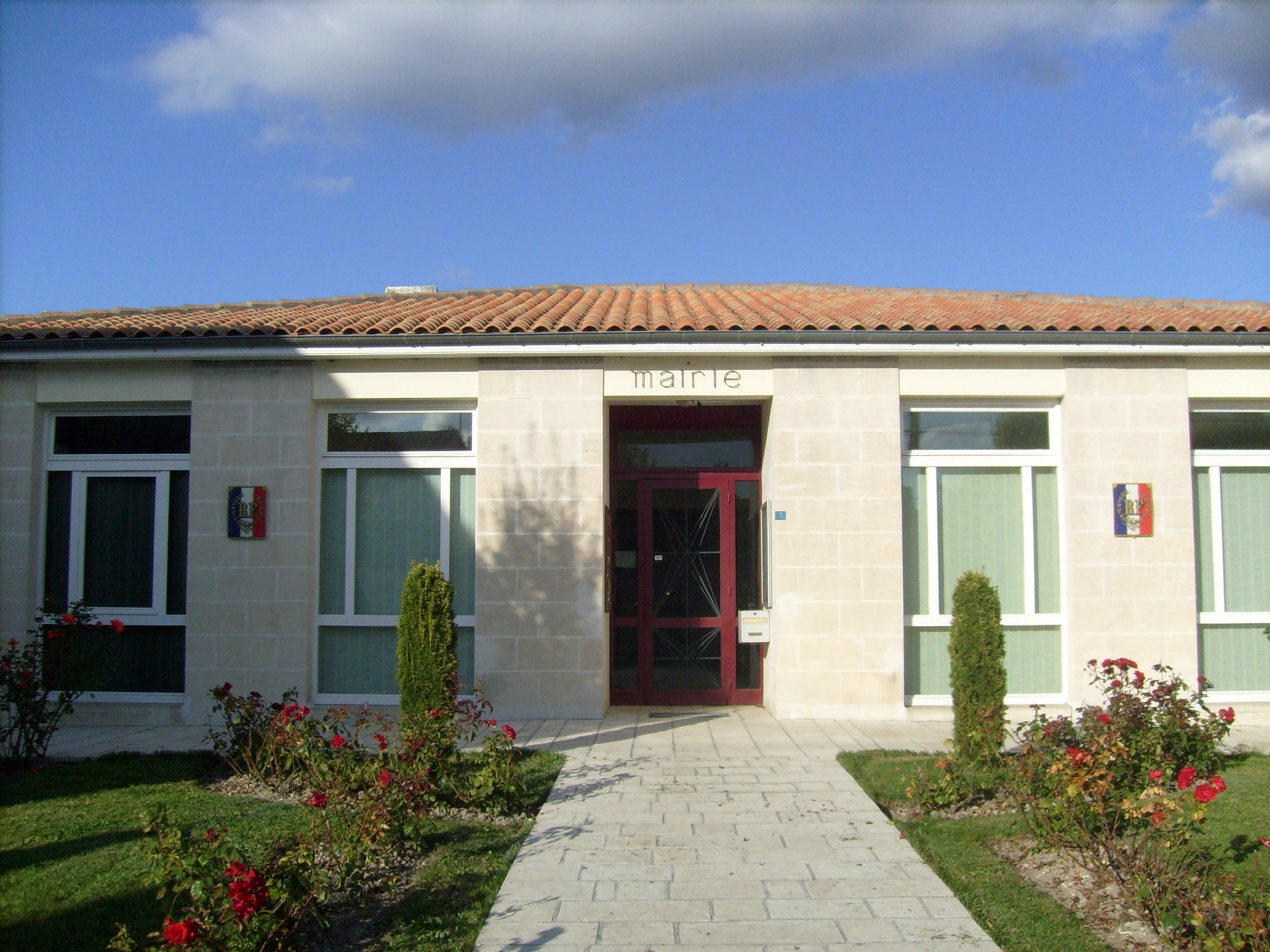
La facciata del municipio
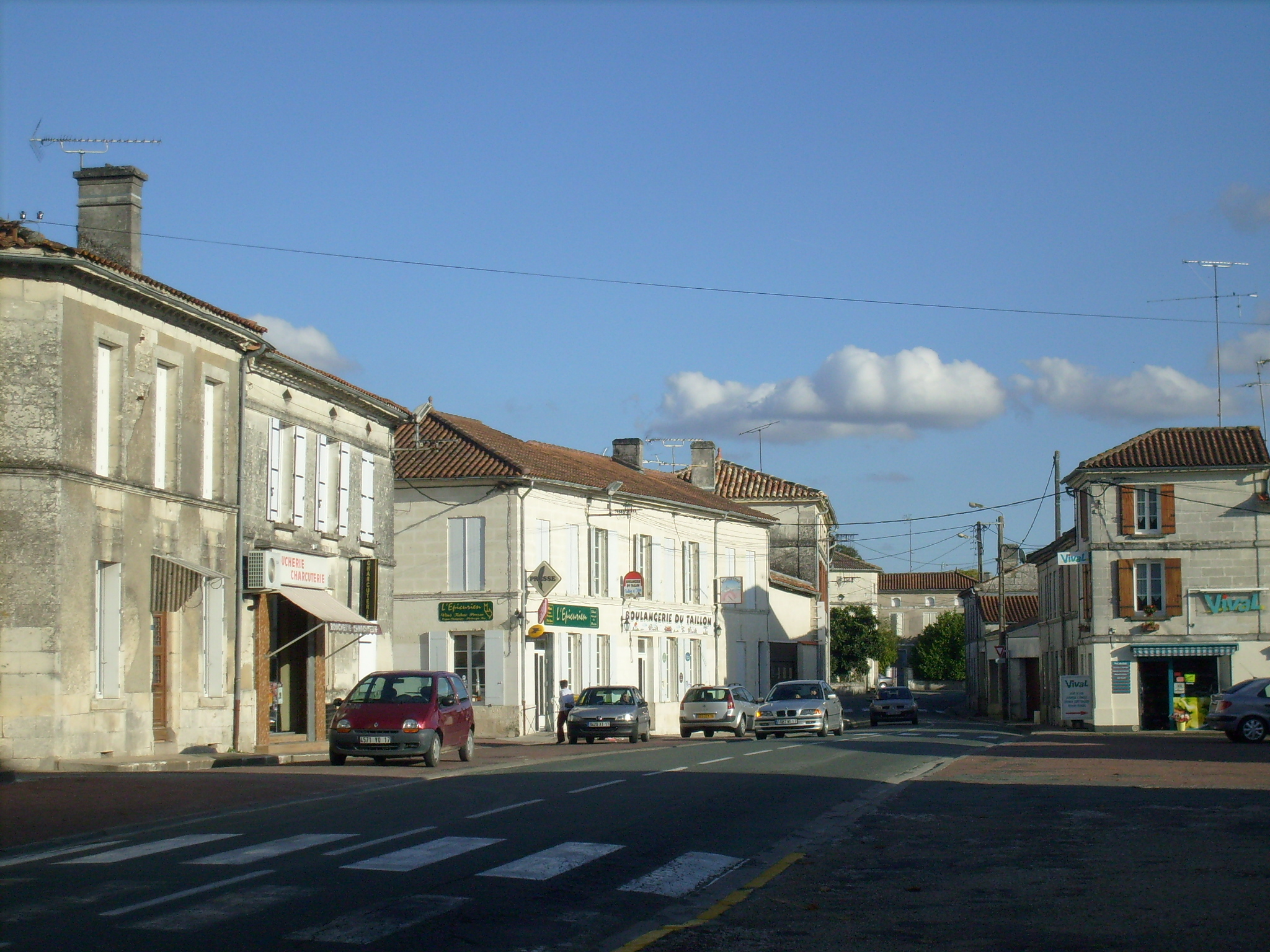
Scorcio della via principale di Saint-Ciers-du-Taillon
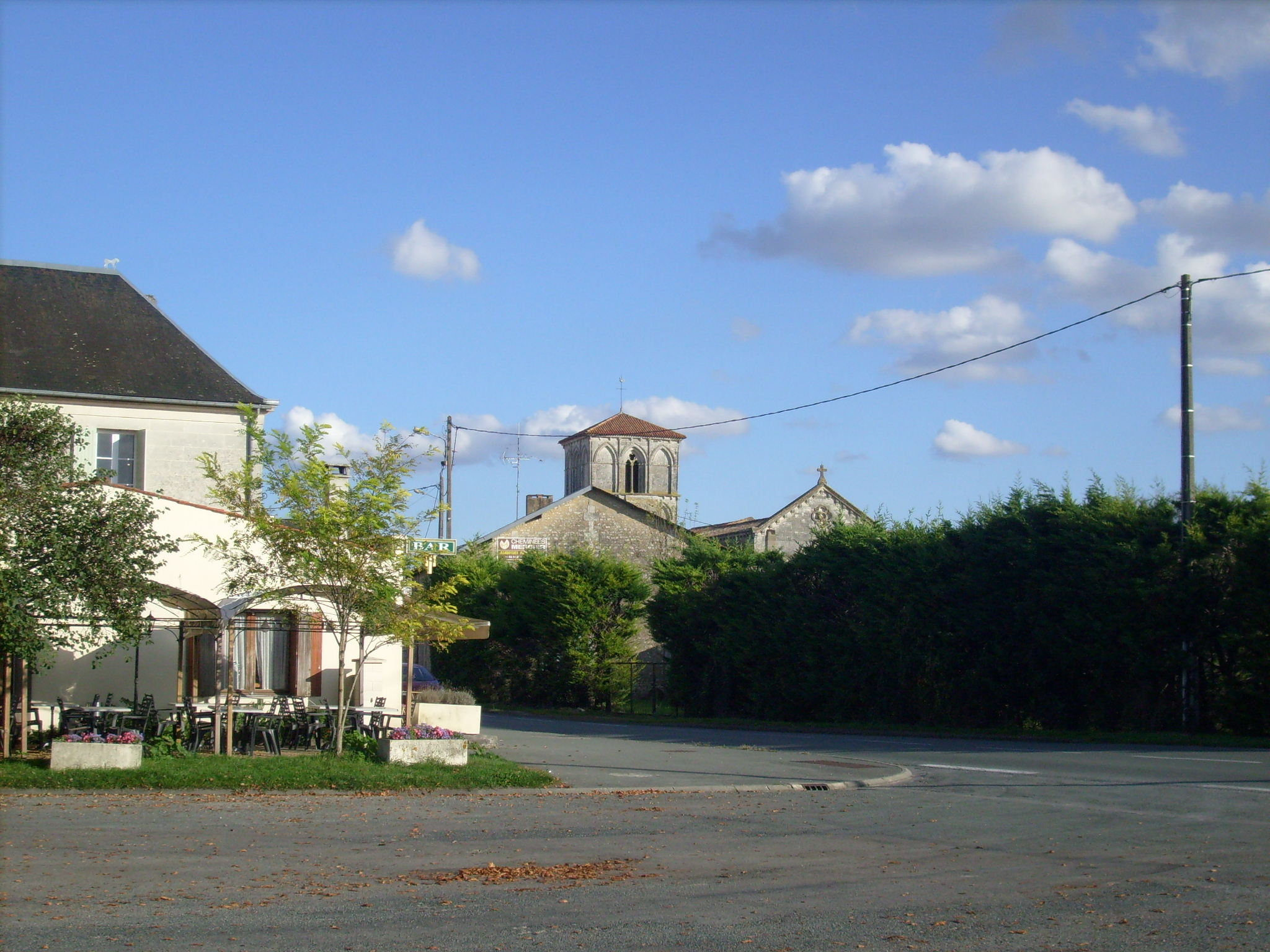
Immagine del centro, sullo sfondo la chiesa e il campanile
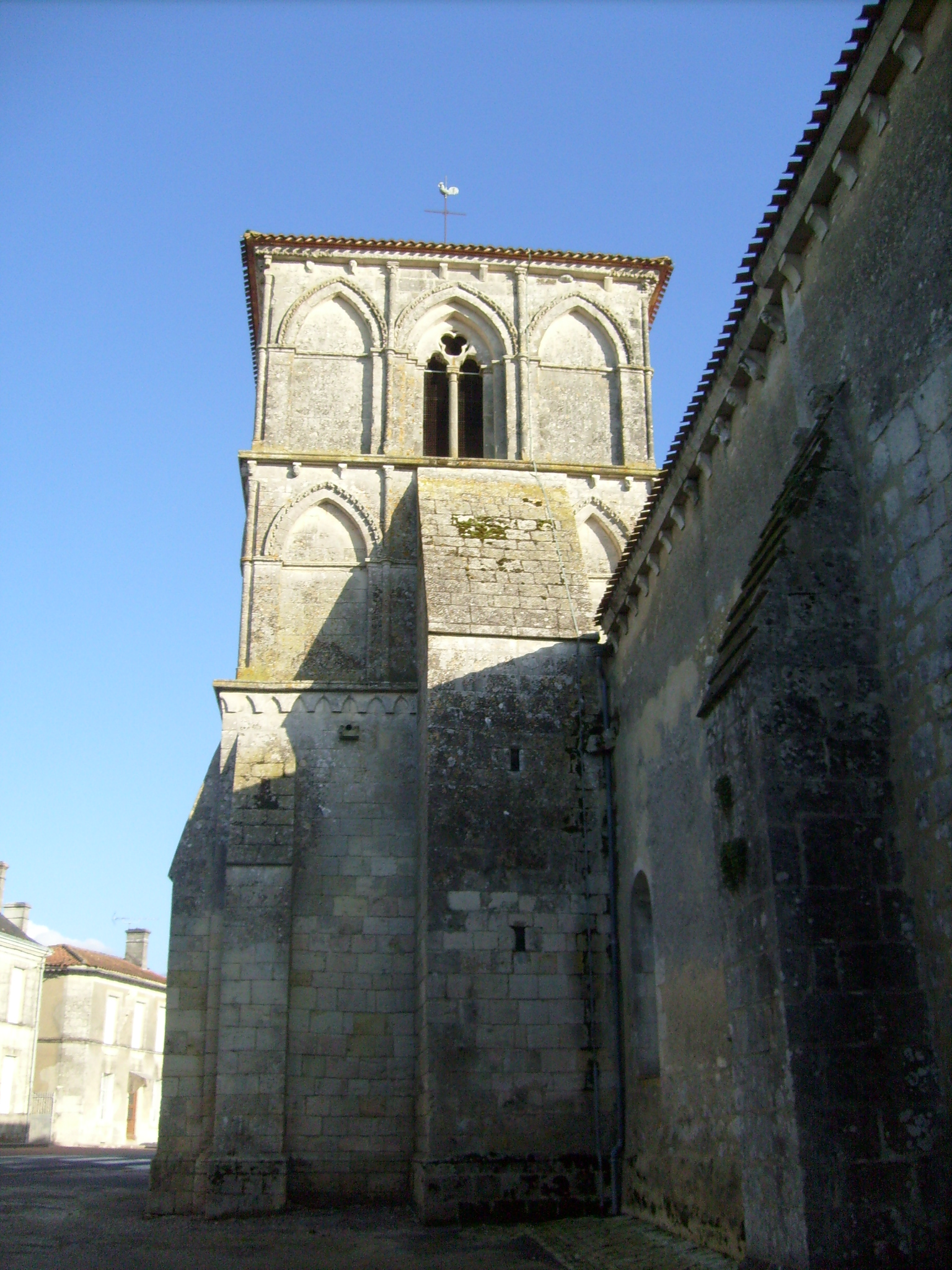
Il campanile della chiesa in stile gotico